# Littérature birmane
La littérature birmane s'étend du XIIe siècle à nos jours. D'apparition relativement récente, elle s'est nourrie d'apports extérieurs qu'elle a assimilés et fait siens : langues et littératures pali, môn, Thaï pour sa période classique, influences occidentales lors de l'intégration du pays dans l'Empire britannique au XIXe siècle.
D'essence bouddhiste par ses origines, elle reste pendant longtemps une littérature de cour en constituant ses propres genres littéraires, puisant la plupart de ses sujets dans les Jātaka transmises par les Môn ou les récits légendaires des rois et princes birmans.

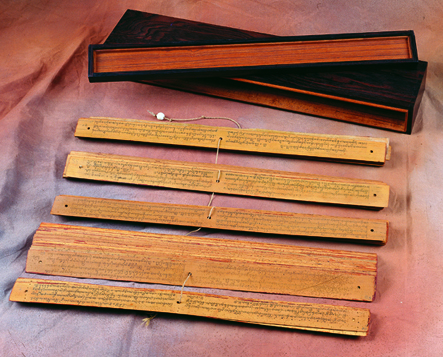
Manuscrits sur ôles,.

Une poésie de tendance lyrique promise à un bel avenir apparaît dès le XVe siècle. Aujourd'hui, sous des formes plus diversifiées, la poésie demeure bien vivante ainsi que les romans et surtout les nouvelles, souvent très brèves, publiées par des magazines, tentant ainsi d'échapper à une censure omniprésente depuis 1962.
La connaissance que nous avons de la littérature birmane est très fragmentaire. La rareté des relations des royaumes birmans avec l'Occident avant la colonisation britannique, l'absence de liberté d'expression depuis le coup d'État de 1962, les difficultés de publication au Myanmar, l'exil de nombreux écrivains en Thaïlande et dans les pays anglo-saxons constituent de sérieux obstacles à la diffusion de leurs œuvres. À cela s'ajoute pour les lecteurs non birmanophones la rareté des traductions : celles en français sont presque toutes dues aux enseignants et chercheurs de la section birmane de l'Inalco.

## Langue birmane
Le birman est parlé par environ 42 000 000 locuteurs, sur une population de presque 57 000 000 Birmans en 2020, soit 65 % en langue maternelle (et 20 à 25 % en langue seconde).
Les autres langues en Birmanie (shan, karen, jinghpo, chin, môn, arakanais, etc.), de forte tradition orale (mythes fondateurs, contes, épopées, prophéties, chants, comptines, généalogies), ne semblent pas avoir développé de culture écrite notable.
Certes, l'hebdomadaire karen Hsar Du Ghaw a été publié de 1841 à 1941.
L'usage de l'anglais tient beaucoup à la période Birmanie britannique (1818-1948).
5 % de la population utilise l'anglais birman (en).
Le chinois mandarin (re)prend de l'importance.

## Littérature classique
La littérature classique birmane s'étend de la formation de royaumes de langue et culture birmanes au XIe siècle à leur disparition avec l'invasion de ces territoires à la fin du XVIIIe siècle par les armées britanniques venues du Raj voisin. Durant ces siècles, tous les textes sont, soit écrits en vers assonancés, souvent de quatre syllabes, le lay-lon zat (vers à quatre mots) forme sans doute très ancienne, soit écrits dans un style mixte qui mêle prose et versification. Des traités d'astrologie, de droit, de grammaire sont encore versifiés au XIXe siècle. Le théâtre apparaît au XVIIIe siècle, romans et nouvelles sous la colonisation britannique.

### Période de formation: Royaume de Pagan (1044-1364)

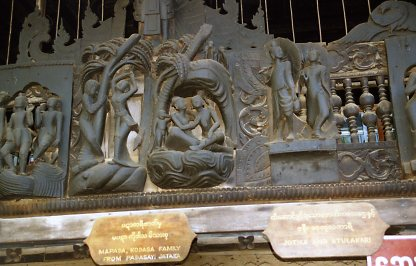
Représentation d'une scène de Jataka, Salé, Yoak Sone, 1882.

Les Birmans descendus du nord à partir du IXe siècle se trouvent confrontés à la civilisation des Môns, qui les ont précédés depuis plusieurs siècles dans le delta de l'Irrawaddy et sont adeptes du bouddhisme theravada. Ils s'inspirent de leur écriture et du pāli dont elle dérive pour créer leur propre graphie. Le plus ancien document aujourd'hui connu est l'inscription quadrilingue pâli, pyu, môn et birman sur la stèle de Mya Zedi, à Bagan, qui date du début du XIIe siècle et qui commémore la fondation d'une pagode par le prince Razakumar (Rajakamura) avec mention du donateur, de ses présents et prière incantatoire. La conversion au bouddhisme du roi Anawrahta dès le XIe siècle favorise la diffusion en birman du canon tripitaka dont il acquiert les manuscrits après s'être emparé de Thaton, la capitale des Môn au prix d'un siège de trois mois. Le birman va peu à peu concurrencer le môn, la langue des lettrés et de la haute société.
Il existe quelques inscriptions épigraphiques plus tardives, dont un texte anonyme daté de 1310 où à la prose se mêlent des traces de vers tétrasyllabiques, annonciatrices de la métrique classique. Bien des textes ont certainement disparu dans ces périodes troublées où, en dehors de la pierre, on écrit avec un stylet sur des feuilles de palmier coryphée, matériau qui prédomine jusqu'au XIXe siècle. Les Jātaka sont une source d'inspiration tant savante que populaire et le demeurent au cours des siècles suivants.

### Les moines et les princes poètes: Cour d'Ava (1364-1527)

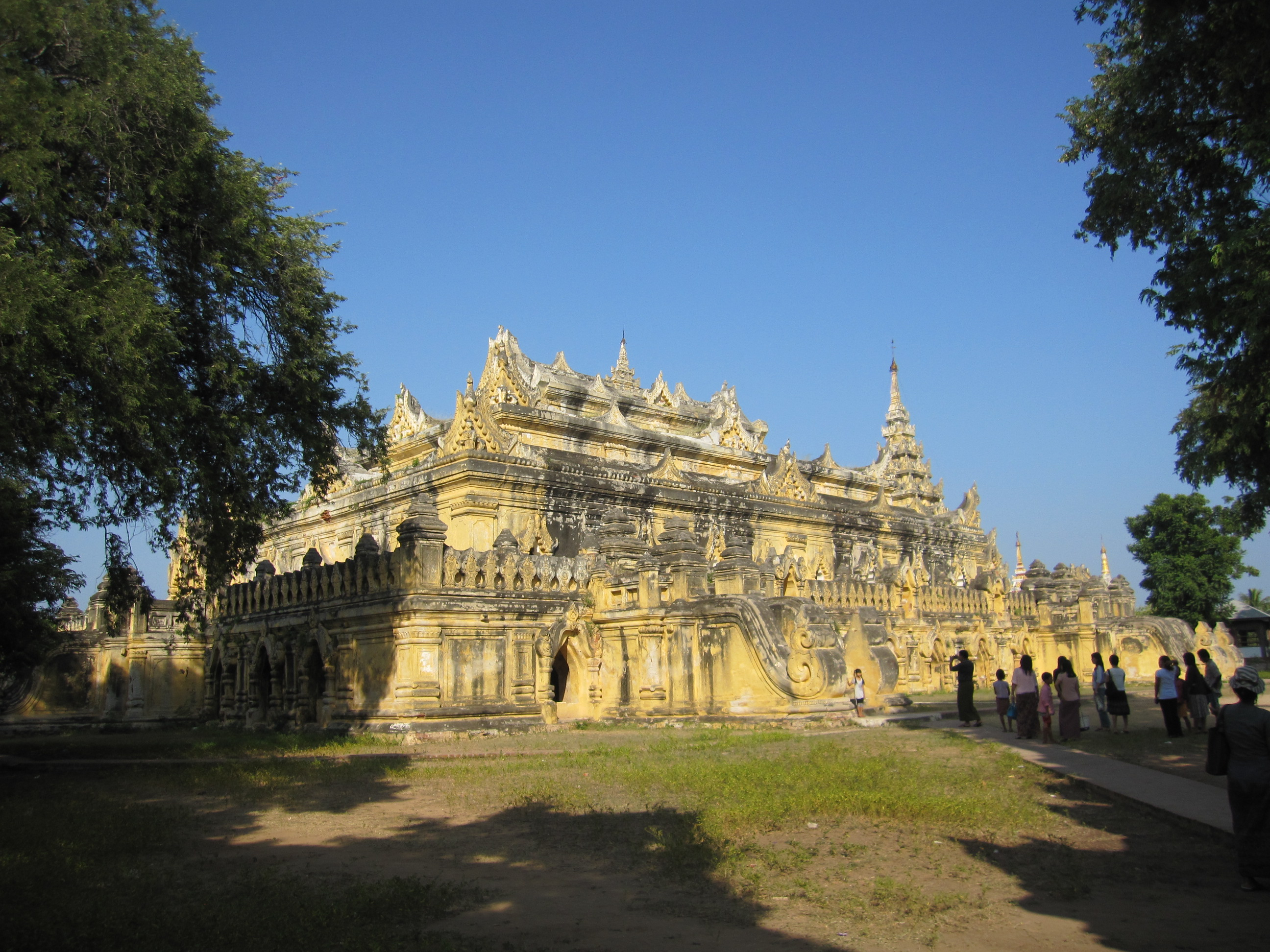
Monastère Menu Ok Kyaung, Ava

#### Métrique et prosodie
Les genres poétiques de la poésie classique birmane se définissent davantage par leur forme que par leurs thèmes : recours au vers court, dépassant exceptionnellement neuf syllabes avec une prédilection pour les tétrasyllabes.
La prosodie, d'une grande complexité, se caractérise, quel que soit le genre ou l'époque, par le retour d'assonances d'un vers à l'autre, c’est-à-dire de la même voyelle, mais aussi du même ton, marqué dans l'exemple suivant par l'emplacement ou l'absence d'une apostrophe. À la différence du vers occidental, les assonances se font entre deux syllabes qui peuvent être placées ailleurs qu'en fin de vers ; ainsi dans cette transposition phonologique des premiers vers de « Sur la Montagne boisée », poème de la princesse Yazadatu Kalya (XVIe siècle) apparaissent cinq assonances (a, b, c, d, e), appelées parfois « rimes ascendantes » selon l'analyse de Khing Mya Chu (ou Khin Mya Kyu) :
                  /he ma' waN  m̥a/ .......(...a)

                  / to θata 'khaN/ .......... (.a.b)

                   /toN thoN' 'yuaN n̥ai? /   (..b.)

                   /θai? 'naN bεi? maN/.. (.b.c)

                   /khu' m̥a θwaN yue /... (..c.)

                   /phoN hwaN θa 'niN/..... (.c.d)

                   /'mwe yue' 'pyiN 'θa/ .. .(..d.)

                    /ta? 'chiN 'na wiN /....... (.d.e)

                /lu  m̥u' ciN  θi   /..............(..e)

#### Les poètes et leurs œuvres
Ce respect de formes fixes conduit à la création de genres caractéristiques de la tradition poétique birmane, où les sujets religieux laissent de plus en plus de place à la poésie de cour, à la description de la nature et à la souffrance amoureuse. 
Le pyô est à l'origine un poème épique dont chaque partie est consacrée à une étape dans l'accomplissement du Bouddha sur la voie de la connaissance et de la libération.
- Yakhaing minthami eigyin (1455) (Chanson du berceau de la princesse d'Arakan)

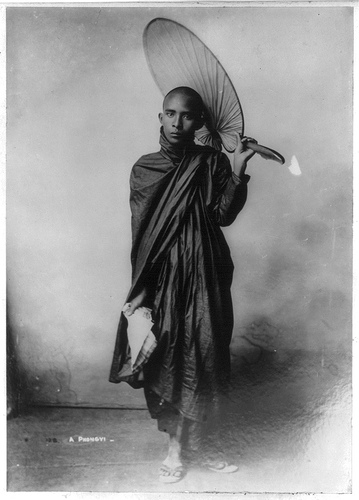
Pose monacale, vers 1890.

À la Cour d'Ava (1464-1555), trois moines dominent la scène littéraire: Shin Utta Magyaw, qui a écrit des tawla dont le cadre est la jungle où divinités et animaux célèbrent l'Eveillé ; le poète officiel Shin Rahta Tara (1458-1530), d'origine môn, grand théoricien de la versification, qui est vaincu lors d'un concours de poésie par l'autre grande figure de la littérature de l'époque, le bonze Shin Thila Wuntha (en) (Shin Mahasilavamsa) (1453-1518), chassé de son monastère pour avoir écrit des œuvres profanes, puis accueilli à la Cour. Son œuvre est abondante et diverse : il serait l'auteur du premier pyô où le Bouddha atteint la perfection après avoir vécu dix existences birmanes ; il a aussi écrit des myittaza, épîtres moralisantes, en récompense desquelles le roi, admiratif de son talent, lui fait construire un temple, ainsi qu'une chronique en prose (Yazawin Gyo, 1520) narrant l'histoire des rois de l'Inde, la conquête du Sri Lanka et l'avènement des royaumes birmans. Son poème « Plaisirs du Mal » fondé sur le précepte bouddhiste du détachement ne s'en ouvre pas moins sur des images du plaisir amoureux :
La braise ardente semble le rubis qui embellit l'oreille

Le serpent semble une ceinture de fleurs d'or

Considère les plaisirs sensuels comme des fautes sans bénéfices

Qui ne provoquent que malaise et dégoût

Et rappellent les niaiseries de l'imbécile

Efforce-toi avec méthode

D'échapper à l'emprise du mal.
— Plaisirs du Mal
Avec le pyô, l’egyin est un des genres les plus anciens, souvent composé à l'occasion de la naissance d'un enfant ; c'est une longue ballade chantée célébrant la généalogie d'un roi ou d'un prince et les splendeurs du royaume, occasion de décrire également les beautés de la nature. « Egyin à la Princesse d'Arakan », composé en 1455 par Adu Min Nyo et écrit sur feuille de palme, serait le plus ancien poème conservé.
Le mawgoun est une autre forme de panégyrique composé de quatre strophes aux vers tétrasyllabiques. Ces textes sont d'abord l'œuvre des bonzes qui écrivent dans leurs monastères avant que les souverains, fervents bouddhistes, ne les invitent à leur Cour où princes et princesses se mettent eux-mêmes à composer. Aux textes d'inspiration religieuse s'ajoute ainsi une littérature laudative et sentimentale, chantée ou psalmodiée. Dans un mawgun de la fin du XVe siècle, Shin Thwe Nyo célèbre le spectacle du roi et de son armée descendant l'Irawaddy pour aller soumettre une rébellion.
Le lesi est un poème mélancolique formé de strophes de quatre vers tétrasyllabiques et le tedat, dont la reine Shin Min écrit les plus célèbres au XVIIIe siècle, est parfois qualifié de « sonnet birman ». Une structure rigoureuse lui confère sa musicalité : deux strophes d'hexasyllabes et une troisième d'heptasyllabes où un jeu complexe d'assonances relie entre elles les trois strophes ainsi que les groupes de quatre et deux vers qui se succèdent dans la strophe.

### Poètes de cour et littérature profane (16esiècle- milieu18esiècle)
Les foyers culturels se diversifient : Ava, Arakan, Bago, et surtout Taungû, résidence du roi Bayinnaung qui unifie et agrandit son royaume tout en favorisant les arts. L'influence des Môns s'exerce à nouveau, mais aussi des Thaïs (après la prise d'Ayutthaya en 1564).
Le yadu, une des formes les plus remarquables de la poésie classique, connaît son âge d'or ; poème lyrique, influencé dans ses thèmes par la littérature thaï, il traduit des sentiments personnels, souvent amoureux, en association avec la nature et ses changements au cours des saisons, mais sa structure complexe qui obéit à des règles strictes s'inscrit pleinement dans la tradition birmane : poème à « rimes ascendantes », composé de trois strophes plus ou moins longues aux trois premiers vers de quatre syllabes, les autres pouvant en avoir cinq, sept, neuf ou onze ; le troisième vers de chaque strophe revient en refrain ; le premier et dernier vers de chaque strophe sont bâtis sur le même jeu d'assonances. Le genre a été brillamment pratiqué par des poétesses comme Ma Hpyu à la Cour d'Ava, Ma Nyo à la Cour d'Arakan, la princesse Yazadatou Kalya (1556-1602) de Taungu, fille du roi Bayinnang qui lui impose un autre époux que son amant, le prince Nat Shin Naung : son chagrin lui inspire notamment des yadu où elle chante son « amour de loin », cependant que en: Nat Shin Naung (1498-1588) relate dans le même genre poétique ses malheurs d'héritier écarté du trône et ses amours contrariées.
Tout au long de la période classique, le genre demeure vivant : la reine Shin Min (1738-1781), poétesse célèbre à la cour d'Ava, le pratique avec brio ; Ugga Byang, précepteur d'un prince d'Arakan, compose à la fin du XVIIe siècle un yadu dans lequel une femme décrit à son mari absent le spectacle de la ville et de la campagne, mois après mois.
Nawade le Grand (en) (1498-1588), soldat et courtisan, s'est illustré dans tous les genres.
De 1630 à 1730 des ministres composent des chants bucoliques ; ainsi l'un d'entre eux, Padethayaza (1683-1754), décrit avec le réalisme amusé du grand courtisan les travaux et les jours des familles paysannes :
Quand tombe la pluie

Mari et femme en haillons

Et turban rouge, rouge

Heureux de se tenir par la main

S'en vont aux champs.

Trempés de pluie

Ils portent leurs enfants nus

Le paysan mord sa pipe

En labourant son lopin

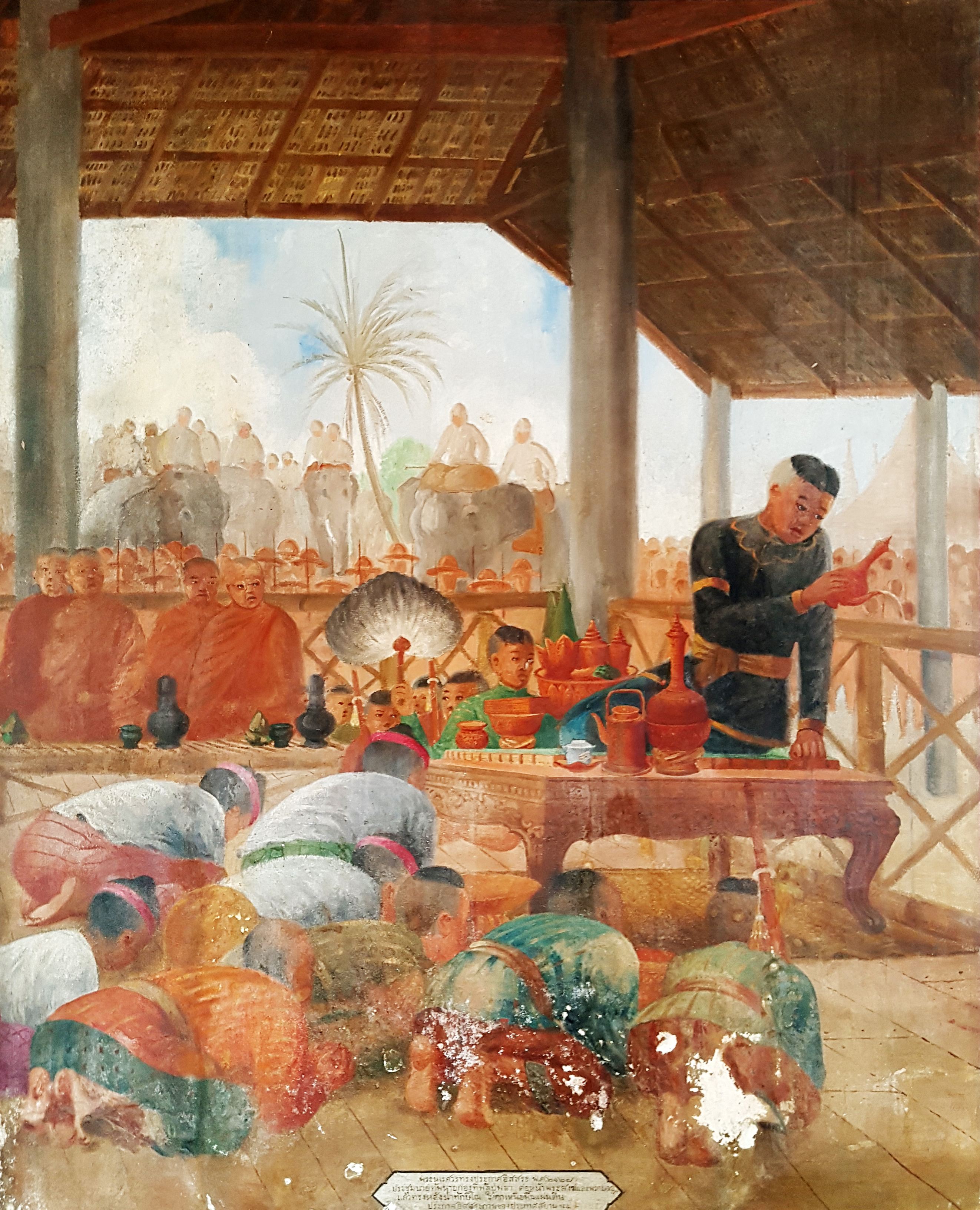
Une fresque de la vie de Naresuan, Taungû.

L'eau gargouille dans les trous à crabes.

Grenouilles et escargots, manioc et ipomée

Boutons et feuilles de coccinia

Sont jetés ensemble dans le panier d'osier

Quand ils rentrent au foyer

La racine de turpeth douce et juteuse

Et les légumes des champs sont cuits sans tarder

Le riz étuvé, le curry est bien fort

Et le poivre de Shan piquant à souhait.

Blottis les enfants se penchent et portent à leur bouche

Chaque poignée de nourriture. Quelle petite famille pleine de santé !

### Perpétuation des genres traditionnels et apparition du théâtre
Pendant plus d'un siècle, durant lequel règne la deuxième dynastie Konbaung les genres traditionnels continuent à être abondamment pratiqués. Dans une production de moindre qualité se détachent quelques œuvres d'inspiration personnelle ou à visée nationale.

#### Vitalité des genres traditionnels
Des poètes de Cour, des femmes surtout, s'inspirent de leurs malheurs personnels pour écrire des œuvres de style élégiaque destinées à être chantées. Le poète U Ponnya (1812-1857) écrit dans Le Chant du Désillusionné : « Même les rois, les puissants monarques menant glorieuse vie dans leur palais somptueux, doivent mourir quand l'heure est venue. »
Déjà connus des périodes antérieures, le lesi et le tedat atteignent leur apogée. Le premier est un poème mélancolique formé de strophes de quatre vers tétrasyllabiques ; le tedat est parfois qualifié de « sonnet birman ». Une structure rigoureuse lui confère sa musicalité : deux strophes d'hexasyllabes et une troisième d'heptasyllabes où un jeu complexe d'assonances relie entre elles les trois strophes ainsi que les groupes de quatre et deux vers qui se succèdent dans la strophe. La reine Shin Min (1738-1780), déjà nommée, s'appuie sur son expérience d'épouse malheureuse pour composer parmi les plus beaux des tedat, lesi et yadu :
Pendant la mousson, temps de saison, nuages pourpres, bleus

Accumulés comme des lianes sur les arbres, nuages extraordinaires ;

Quand je vois leur beauté multicolore,

Je pense à mon amour, loin de ma vue depuis si longtemps (…)

Mon âme est terne et sans force, triste et oppressée
Me Khwe (1781-1836), fille de ministre, écrit des poèmes célébrant la nature et les fêtes de saisons. Une de ses egyin décrit ainsi les douze mois birmans. La nature inspire aussi le poète U Sa et la poétesse et chanteuse Khin Son (1780-1851), fille d'un ministre du roi Bodawpheya. Tous deux composent des Pa Pyô, poèmes chantés accompagnés de plusieurs instruments, qui évoquent la beauté de la nature.
La princesse de Hlain (1833-1875), Hlain Thei Khaung Tin, fille du prince de Shwebo et de la reine et poétesse Ma Mya Kele, qui prend pour thème ses souffrances de jeune orpheline et surtout d'épouse délaissée, a composé des Bawlé ou complaintes, poèmes où abondent les images florales, assonancés selon la tradition et mis en musique.
J'étais jadis comme un brin de jasmin, et je te faisais confiance

À présent, je suis une guirlande de jasmin épanouie.

J'aspire à la paix comme les rameaux fleuris cherchent une ombre. (…)

Mon amour à moi est enraciné comme une plante

Tel le jasmin, il s'épanouit éternellement.

Tu es comme un bouton de jasmin tout près de moi mais inaccessible
En 1829 paraît, commandé par le roi Bagyidaw, Hman Nan Yaza Win ou La Chronique du Palais de cristal, compilation et prolongation des Yaza Win précédentes de Thilawintha (XVe siècle) et de Maung Kala (Maha Yaza Win ou Grande Chronique, XVIIIe siècle) : le traité de Yandabo qui entérine l'occupation britannique y est présenté comme un effet de la « piété et du respect pour la vie » du roi Bagyidaw, signataire du traité.

#### Découverte et succès duPya Zat

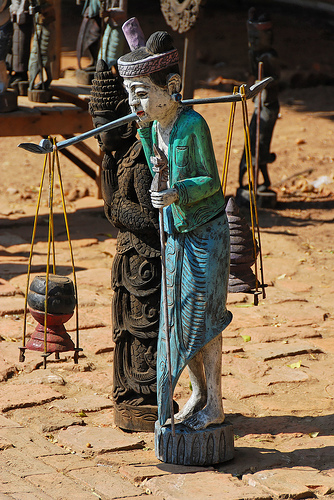
Le porteur d'eau.

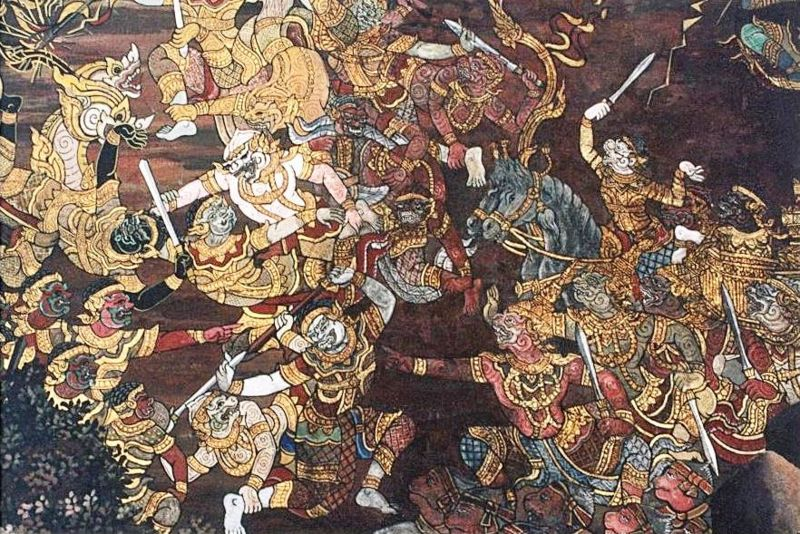
Scène du Rāmāyana (Wat Phra Kaew, Bangkok).

La conquête d'Ayutthaya par les troupes birmanes a fait découvrir la mise en scène du Ramayana dans sa version Thaï. Padethayaza compose le premier drame de Cour, Maniket Zatogyi qui relate les aventures féériques d'un cheval ailé. Le genre Pya zat (« représenter un jātaka ») est né ; il va connaître un grand succès aux XVIIIe et XIXe siècles.
Aung Pyo, puis U To adaptent le Rāmāyana sous les noms birmans respectifs de Yamathagya et de Yamagayan et pour la première fois, des représentations sont données en dehors de la Cour en de nombreux endroits.
Le premier grand dramaturge qui va exercer une influence décisive sur ses successeurs est U Ponnya (en) (1812-1867). Auteur de six pièces dont Wizaya dans laquelle il prend implicitement la défense d'une conjuration où les fils du roi Mindon et lui-même étaient impliqués, mais c'est Le Porteur d'eau qui lui assure la notoriété : L'intrigue rigoureuse de cette pièce qui se déroule en vingt-quatre heures relate l'évolution morale d'un humble garçon qui s'élève à l'héroïsme en renonçant aux tentations du monde ; c'est la première œuvre dont la diffusion bénéficie de l'imprimerie et elle est toujours étudiée dans les classes. Bien d'autres auteurs popularisent le genre comme U Kyin U et sur la fin du siècle, U Pok Ni avec Konmara et U Ku qui dans Le Frère et la Sœur Orang-Outang s'inspire dans un style réaliste de l'histoire légendaire de la célèbre pagode Shwé Dagon à Yangon (Rangoun).

## Littérature contemporaine (19e–20esiècles)
La création littéraire connaît en un demi-siècle une transformation et une modernisation radicales, qui s'explique par les bouleversements qui affectent la société birmane : succession d'événements historiques majeurs (disparition des Cours royales, colonisation britannique, occupation japonaise, indépendance, coups d'État anti-démocratique), importation tardive mais décisive de l'imprimerie à la fin du XIXe siècle, développement d'un enseignement moderne et universitaire et enfin expansion de l'anglais qui met à la portée des lecteurs de plus en plus d'auteurs de la littérature occidentale.

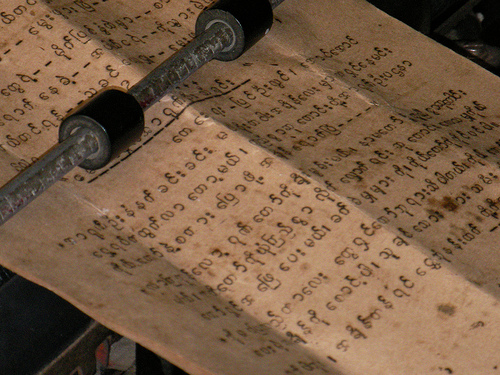
Impression d'un texte en birman.

### Renouveau et engagement (époque coloniale: 1885-1948)
L'obligation de connaître l'anglais pour obtenir un poste dans l'administration ou accéder à l'enseignement secondaire et supérieur (alors que l'alphabétisation et l'éducation primaire ont toujours été assurés par les bonzes) a pour effet de faire découvrir des genres, des styles, des thèmes inconnus de la littérature classique qui s'essouffle et ne peut survivre à la disparition des Cours royales. De traducteurs et d'imitateurs qu'ils sont d'abord, les auteurs birmans vont rapidement affirmer leur originalité dans leurs récits d'inspiration réaliste, genres désormais prédominants ici comme dans les autres pays en lutte alors pour leur indépendance ; la poésie elle aussi se diversifie en abandonnant les formes traditionnelles.

#### Apparition et succès du récit en prose (1900-1915)
Un public grandissant découvre avec enthousiasme Robinson Crusoé, mais aussi en traductions anglaises Les Mille et Une Nuits, les œuvres de Molière, de La Fontaine ou encore de Rabindranath Tagore. James Hla Kyaw est considéré comme le premier romancier birman quand il transpose en Birmanie les derniers épisodes du Comte de Monte-Cristo sous le titre de Maung Yin Maung, Ma Mema, (Monsieur Lejeune et Madame Lajeune) (1904). Des récits de qualité inégale, sentimentaux, allégoriques ou policiers, dont une série avec un Sherlock Holmes birman), sont publiés, pour beaucoup dans des revues comme Myanma Alin (Lumière de Birmanie), type de publications bon marché qui touchent beaucoup de lecteurs et favorisent la nouvelle, genre promis jusqu'aujourd'hui à un bel avenir, même si ces revues éditent aussi des romans-fleuves sous forme de feuilletons. Des romans plus originaux, mais de composition maladroite voient le jour, dont le célèbre Maung Hmaing (Le Marchand d'oseille) (1905), roman-fleuve d'U Kyee (1848-1908) dont le héros est un garçon qui s'élève dans la société de la dernière monarchie grâce à ses conquêtes féminines. Dans ses romans d'amour Zabebin (Le Jasmin, 1913) et Shwepizo (Le Chantre du Royaume, 1915) le romancier U Lat inaugure des thèmes d'avenir, comme la conduite immorale de certains bonzes ou la menace que fait peser sur l'identité culturelle birmane l'influence britannique.

#### Des écrivains combattants et novateurs (1920-1948)
Jusqu'en 1940, la vie littéraire est florissante : de nombreuses petites maisons d'édition voient le jour, les traductions sont nombreuses et bien des écrivains s'affranchissent des formes traditionnelles qu'ils jugent inappropriées à leur volonté d'aborder les problèmes de leur époque dans une langue moderne. Ce qui leur importe est de revendiquer l'existence d'une identité birmane menacée par les influences étrangères.
La fondation de l'Université de Rangoon en 1920 favorise les tendances émancipatrices en formant les futures élites politiques et intellectuelles. Des htika ou pamphlets sont diffusés, comme le Boycott Htika dont l'auteur Thakin Kodaw Hmaing (1875-1964) va marquer sa génération et les suivantes par son action politique et par ses écrits. Ce nom de plume (prendre un ou plusieurs pseudonymes est usuel chez les écrivains birmans) est chargé de symboles : thakin, « Seigneur », est le terme utilisé par les domestiques et subordonnés pour s'adresser à leurs maîtres britanniques ou à leurs supérieurs hiérarchiques, Kodaw est une appellation honorifique réservée aux bonzes, Hmaing, honore le premier « grand » roman birman. Son œuvre use de styles tour à tour lyrique, épique, polémique pour glorifier la grandeur birmane, fustiger la mainmise étrangère et revendiquer l'indépendance. Le poète contemporain Tin Moe lui a rendu hommage :

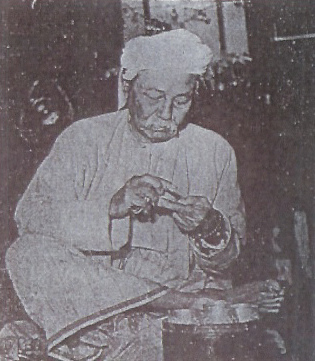
Thakin Kodaw Hmaing

               A Thakin Kodaw Hmaing

                  Avec son toupet

                   sur la tête

                avec sa veste de guingois

                aux brandebourgs lui barrant la poitrine

                avec son écharpe de coton écru

                avec son longyi bleu indigo

                en torsades, le Pandit

                Hmaing est un homme droit

                plein de sagesse

                avec son esprit

                avec son courage il s'est

                insurgé pour la Révolution. 
Kodaw Hmaing devient le chef de file du mouvement nationaliste Do bama asi ayon (Association « Nous les Birmans ») fondée par Maung Ba Thaung, traducteur du Médecin malgré lui, des Revenants et d'Un ennemi du Peuple de Henrik Ibsen). Ses membres, des journalistes, des hommes politiques et des auteurs ajoutent par défi le terme de thakin à leur nom ; parmi eux, Aung San, futur héros de l'indépendance et père de Aung San Suu Kyi, U Nu, futur premier ministre et Thein Pe Myint (en) (1914-1978), politicien et écrivain influent.
Si l'engagement politique prévaut chez la plupart des écrivains, d'autres plus préoccupés de rénover l'écriture créent en 1930, à l'Université de Rangoon le mouvement Hkit San ( À l'épreuve de notre temps), à l'initiative de U Sein, U To Aun et de Theippan Maung Wa (en). La langue est débarrassée de ses pālismes, du style précieux et enjolivé propre à la tradition classique ; les dialogues sont écrits en birman oral ; certains font découvrir aux milieux intellectuel et citadin qui l'ignorent la beauté de la nature et la vie difficile des paysans : Theipan Maung Wa, travaillant comme fonctionnaire dans les campagnes, écrit de très brefs récits tirés de ses observations entre 1930 et 1942 ; il en est de même de Maung htin dans Taw (La jungle), puis dans Nga Ba qui relate les épreuves d'un fermier accablé d'impôts, victime des exactions de l'occupant japonais. Zawgyi (1907-1990) et U Wun (ou : Min Thu Wun) (1909-2004), rénovent la poésie en se nourrissant des Romantiques anglais et des œuvres de Rabindranath Tagore ; ils sont toujours aujourd'hui considérés comme des modèles, « si pure est leur éclatante simplicité » selon le poète Tin Moe.
Saya Zawgyi (en) (1907-1990), magicien en birman, est le pseudonyme de U Thein Han, qui a mené une brillante carrière dans l'enseignement. Il écrit quelques romans et nouvelles comme Son Épouse ainsi qu'une transposition birmane du Bourgeois gentilhomme) en Maha Hsan-Gyinthu (1934). Mais sa notoriété est due à ses œuvres poétiques comme Padauk Pan (La Fleur de Padauk), premier poème de style Hkit San ou Ancienne Bagan et Autres poèmes. Il est considéré comme une grande figure de la littérature de son pays ; Sa Padetha (Variétés Littéraires) a reçu le prix Sapei Beikman en 1955 ; son Introduction à la littérature esthétique (1976), qui réunit plusieurs de ses articles, est toujours utilisée dans l'enseignement de la littérature birmane. Une statue a été érigée en 2007 à Phyar Pon pour honorer le centenaire de sa naissance.
Min Thu Wun (U-Wun, 1909-2004) est d'origine Môn. Il a comme Zawgyi une connaissance profonde de la poésie classique et de la littérature occidentale ; érudit et pédagogue, il a rédigé des dictionnaires pāli - et môn - birman et mis au point une transcription du birman en braille. Dès vingt ans il rédige des poèmes pour enfants toujours connus de beaucoup de ses compatriotes :
 U Po Ne (Jour de Jeûne)

 "Un bol à offrandes laqué rouge

 En équilibre sur la tête

 Mère s'en ira au monastère

 Demain au matin

 Je veux t'accompagner,

 T'accompagner là-bas, mère

 Tout seul j'ai le cafard

 Mais, mon petit, si tu fais le fou

 Et te montres bruyant au monastère

 Le Supérieur sera contrarié

 Et, c'est sûr, on te corrigera

 C'est promis, mère

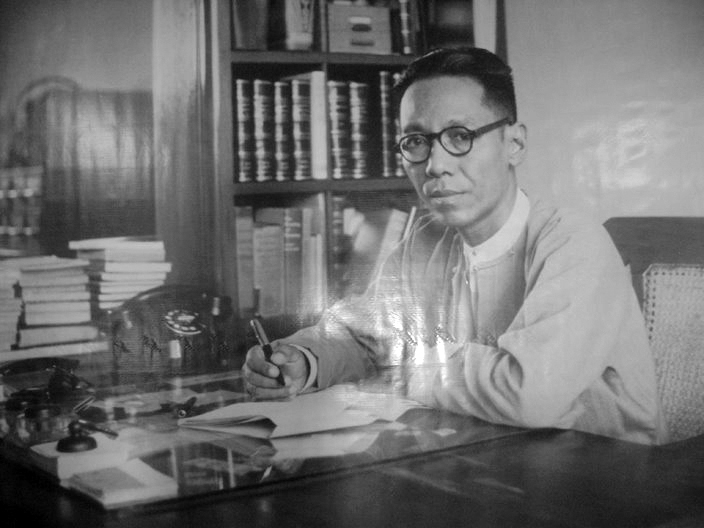
Min Thu Wun

 Je ne m'agiterai ni ne pousserai des cris

 Mais je serai quelqu'un d'aussi digne et posé

 Qu'un moine qui récite son chapelet

 S'il te plaît, laisse moi t'accompagner, laisse-moi t'accompagner."

 (D'après la traduction anglaise

 de Bob Vore)
U Wun excelle dans l'évocation sans doute un peu idyllique de la vie traditionnelle des campagnes birmanes. Il a mené aussi une carrière politique ; député du parti d'opposition, le NDL (Ligue nationale pour la démocratie), il a dû le quitter en 1998 sous la pression des autorités, la mention même de son nom étant désormais prohibée.
En 1937 U Nu, Aung San, U Soe fondent le Naga Ni Club (Club du Dragon Rouge), mouvement marxiste et indépendantiste, qui connaît un grand succès en publiant de nombreuses traductions d'ouvrages politiques, mais aussi de romans comme Tess d'Urberville rendu populaire dans son adaptation birmane,  Pantha Ma Sa U (la jeune fille du village de Pantha). Un de ses membres influents est le politicien et romancier, Thein Pe Myint (en) (1914-1978), qui joue un rôle important dans la vie littéraire comme dirigeant ou membre de différentes associations politico-culturelles, éditeur d'un périodique, président de l'Association des écrivains (de 1956 à 1958). Son premier roman paru en 1937 Te Phon Dji ("Un bonze à la page") fait scandale en reprenant le thème du bonze immoral. Aussi sûr que le soleil se lève à l'Est (1952-1954) est un roman à la fois historique et autobiographique, d'abord paru en feuilleton, qui relate la lutte pour l'indépendance et l'occupation japonaise et met en garde contre l'oubli de sa propre culture, facteurs d'incompréhension entre générations. Plus tard, dans sa nouvelle La pagaie s'est brisée entre les mains de Nwe Seing (1955), le narrateur, avocat représentatif d'une bourgeoisie respectueuse des lois et principes, mais ignorante de la réalité sociale, découvre corruptions et systèmes mafieux qui gangrènent la vie des petits commerçants de rues.
Au courant engagé caractéristique de l'époque appartiennent d'autres grands auteurs comme Maha Hswé, poète et romancier, dont la trilogie, Do Me Me(Notre Mère),  The Bon Gyi (Le Rebelle) et The Bon Ein(La Maison des Rebelles (1937), fait de la mère l'allégorie de la Birmanie asservie et de ses fils les héros de sa libération. Dagon Khin Khin Lay (en) (1904-1981), romancière dépeint dans Meinma Pewa ("la Vie d'une Femme") la misère paysanne en la personne d'une mère qui se sacrifie pour ses enfants. Tet Toe, né en 1914, se fait connaître en publiant Ming Hmu Dang(Le Fonctionnaire, 1940) où il s'appuie sur son expérience pour décrire de près l'administration coloniale. Il est l'auteur de poèmes, d'essais et de nouvelles aux tons divers. Dans À fleur de peau (1957), assemblant en quelques pages et en l'espace d'une soirée les souvenirs de toute une vie, il trace le portrait d'une directrice de collège sans reproche, mais incapable d'aimer avec authenticité.
Les romanciers et nouvellistes attachent ainsi progressivement plus d'importance à la psychologie de leurs personnages comme chez Thadu (1917-1991), de son vrai nom Phe Than, qui pratique très jeune divers métiers dont celui d'imprimeur, puis s'engage dans l'armée de libération de Aung San et se fait connaître par des romans comme Athe (La Vie), Ta The Ga Mya Ko Ko(Le cher soldat valeureux) où il révèle un regard d'observateur volontiers critique, non dénué d'humour. Les nouvelles que nous lui connaissons puisent leur sujet dans la vie quotidienne : situation cocasse et femme de caractère dans Le chef est une femme; personnages attachants, liens d'amitié et d'entraide qui se tissent de façon inattendue entre des gens de classes et d'ethnies différentes dans Amina(1957).

### La littérature postcoloniale (1948-1962)

#### Engagement et innovations
Après l'indépendance, le birman redevient la langue nationale, les revues mensuelles se multiplient, popularisant romanciers, nouvellistes et poètes ; le gouvernement dirigé par le Premier ministre U Nu, lui-même écrivain et homme de théâtre, encourage l'éducation et les lettres en créant « Le Palais de la Littérature », maison d'édition nationale qui publie des ouvrages pédagogiques et des traductions ainsi qu'un prix annuel de littérature dont le premier lauréat est Min Aung (1916-) pour son roman Mo Auk Mye Pyin (La Terre sous le ciel) (1949), où il dénonce l'exploitation des paysans par les propriétaires usuriers. De nombreux intellectuels qui se sont engagés dans les luttes pour l'indépendance sont partisans d'un réalisme socialiste à la birmane.
À la fin des années 1940, la revue Taya créé par l'écrivain progressiste, Dagon Taya (1919-), lance le concept de Sa-pay-thit , « Nouvelle Littérature » qui se veut à la fois l'héritier du mouvement Khit San et du Naga Ni Club, mais l'accent est mis sur l'inventivité dans l'écriture. Kyi Aye(1929-) est une des principales représentantes de ce courant ; influencée par l'existentialisme, lectrice de Camus et de Sartre, elle prône un renouvellement de la forme aussi bien que du fond, introduit le courant de conscience comme moyen d'analyse psychologique, à l'instar de Camus dans La Chute, et traite de la condition de la femme, comme dans son roman le plus célèbre, Nwàn lyá ein pyan  (Fanée, retournant chez soi). Dans les années qui suivent, de nombreux débats opposent les partisans d'une littérature tournée vers l'individu et ceux qui la considèrent comme un instrument d'émancipation sociale, l'époque étant plutôt favorable à ces derniers. Dans ce contexte les partisans de la « Nouvelle Littérature » apparaissent comme des précurseurs, Kyi Aye, en particulier, dont les travaux ont été régulièrement republiés.

#### Diversification des thèmes et des œuvres
Des écrivains évitent le piège du didactisme sans se détourner des questions de leur époque. Le heurt des cultures est au cœur de deux romans de Ma Ma Lay, nom de plume Journal Kyaw Ma Ma Lay (1917-1982), une des grandes figures de la littérature birmane du XXe siècle. Mòn ywáy mahu (1955) (La Mal Aimée) rend sensible l'évolution psychologique et la destinée tragique d'une jeune fille attachée aux traditions birmanes qui épouse par amour un négociant en riz imbu jusqu'à la caricature des usages britanniques. Le roman a connu un immense succès en Birmanie et a été récompensé par le prix national de littérature. Les deux personnages de Thwày (Le Sang) (1973) souffrent aussi des blessures infligées par l'histoire. Pour respecter les promesses faites à son père mourant, une jeune japonaise s'efforce de renouer avec son demi-frère, birman de mère, qui a souffert de ses origines nippones au point de les renier. Ce roman a été porté à l'écran au Japon.
Si le bouddhisme donne lieu à la critique de certains de ses représentants, sa philosophie et sa morale inspirent les œuvres de Ngwe Tayi (1925-1958). Influencés par Zawgyi et Min Thu Wun, ses poèmes expriment la mélancolie émanant de l'impermanence du monde, illuminée par l'éclat de La dernière Fleur ou le plaisir de se laisser envahir par Le Chant du Fleuve. Sa nouvelle, Nge nge pe-ma (Comme un Oiseau) (1956) retrace avec délicatesse les relations pleines de tendresse souriante entre un père veuf et sa fille dont il accompagne les aspirations versatiles et enthousiastes.
Ma Khing Su, nièce du futur premier ministre U Nu, élevée dans l'amour de la culture et de la littérature birmanes, secrétaire de l'association, "Femmes birmanes" pendant l'occupation japonaise, publie sous le nom de plume de Khin Hnin Yu (1925-2003) un premier roman Ayaing (Sauvagerie) qui sera suivi de bien d'autres œuvres. Son attachement à tout ce qui vit, nourri de ses convictions bouddhistes, la porte à analyser avec tendresse et humour les sentiments humains, à faire entendre avec sensibilité l'âme de la nature. Dans Mye Ka Yè-thi (Le rire de la terre) le héros, un kawko ou arbre-noir immense et trapu, vieux sage pénétré du sentiment de l'impermanence de toute chose, observe les vains combats des plantes et des hommes pour s'assurer de dérisoires victoires. Malgré sa longévité il finit par rejoindre la terre qui l'accueille en son sein : « À présent, te voilà abattu, père bois-noir, à présent tu peux te reposer sur moi ». La Fleur Sauvage, nouvelle tirée de Kyemon Yeik Thwin Wuttu-to (Reflets dans le Miroir) (1960) développe une intrigue proche de La Mal Aimée, l'échec d'un mariage dû à un mari infidèle à sa femme et à sa culture, mais cette identité ne se conçoit pas indépendamment d'un attachement profond à la terre natale et nourricière. Le Nan du Mercredi,, est un récit plus léger où l'auteur se moque gentiment de la passion de ses compatriotes pour l'astrologie et la numérologie en prenant pour héroïne un vieille dame à la recherche du moyen de transport qui lui soit le plus favorable.
Ce regard porté sur la société contemporaine fait de la vie quotidienne une source d'inspiration prédominante, fondée sur un souci d'observation précise qui conduit à une évocation amusée des choses de la vie ou, plus profondément, à une critique des tares de la société birmane : corruption dans la nouvelle de Ma Ma Lay, Les Affaires et les Pots de Vin ou hypocrisie du bouddhisme institutionnel dans Un pèlerinage de U Hpo Kya
Ludu U Hla (en) (1910-1982) a réalisé un remarquable travail d'écrivain et de folkloriste en réunissant entre 1962 et 1977 plus de quinze cents récits oraux, issus en majorité des minorités ethniques. Par ailleurs, emprisonné pour raisons politiques sous U Nu, il a relaté à la première personne la vie de ses codétenus dans un recueil traduit en anglais, Des hommes en cage.
Khin Myo Chit (en) (1915-1999), journaliste et écrivain, a publié des nouvelles en birman et en anglais. Elle est surtout connue pour son recueil de nouvelles, publié en anglais d'abord dans ''The Guardian magazine'' en 1955, puis publié sous le titre 13 Carat Diamond and Other Stories (en), le Diamant de 13 carats et autres récits, qui s'appuie sur l'expérience de l'auteur en Birmanie pendant la guerre.

### Des écrivains en proie à la censure (1962-2011)

#### Instauration de la censure et littérature nationaliste (1962-1988)
Jusqu'en 1962 le Myanmar connaît une liberté d'expression et de publication presque totale. À la suite du coup d'État de mars 1962, la volonté du Conseil Révolutionnaire de faire de la littérature un instrument au service de la « Voie birmane vers le Socialisme » est avalisée par une conférence nationale tenue à Rangoon du 17 au 21-11-1962 sous l'égide de l'écrivain Thein Pe Myint (en). Un organisme de censure est créé par le BSPP, le "Press scruting board" (PSB), chargé d'examiner toutes les publications et de prohiber ce qui serait contraire "aux intérêts des travailleurs et du socialisme". Un mémorandum de 1977 à l'adresse des imprimeurs et éditeurs précise en onze points ce qui tombe sous le coup de la censure et donne en fait toute latitude au P.S.B.
Cette censure implacable a des conséquences dramatiques sur la littérature contemporaine, favorisant la médiocrité au détriment de l'originalité, décourageant nombre de créateurs conduits à pratiquer l'autocensure ou à se réfugier dans des travaux de traduction. Toutefois quelques écrivains, par patriotisme, participent à la tâche de contribuer à l'unité nationale et à prôner les valeurs qui la fondent. "Nan Habi" (1964) de Yangon Ba Swe ou "Seulement si les montagnes s'écroulent" (1966) de Sein Sein montrent comment l'amitié et la coopération peuvent rapprocher diverses ethnies, alors qu'à la même époque la plupart des minorités sont entrées en rébellion.
Dans son premier roman "Ayeik" (L'ombre) (1977), Ma Sandar (1947-) oppose une famille ouvrière, patriote et bouddhiste à une famille aisée, occidentalisée, dénuée de toute valeur morale. Moins dogmatique dans ses œuvres suivantes, elle choisit pour cadre de ses récits le monde urbain et décrit avec humour et tendresse les citadins et leurs problèmes liés à la modernisation de la société ; c'est le cas dans "Le Mal de la Télé" où l'achat inespéré d'un téléviseur bouleverse de façon inattendue le quotidien d'une famille de modestes fonctionnaires. Certaines de ses nouvelles ont été traduites en thaï, japonais et anglais.
"Lo Bè Set Ywei Khaw Myi Khaing Thangegyìn" (Je t'appellerai toujours mon ami, Khaing) (1964) de l'écrivain et psychologue Tekkatho Phone Naing (en) a connu un immense succès. Réimprimé plusieurs fois, épuisé, réédité de nouveau en 2000, ce roman relate la destinée de plusieurs personnages qui ont vécu de l'enfance à l'âge adulte les années tourmentées de 1935 à 1964. L'auteur présente les militaires qui s'emparent du pouvoir en 1962 comme les sauveurs d'un pays en perdition, mais la véracité des personnages et la sensibité de l'auteur à tout ce qui fait la beauté de la vie fait de ce roman davantage qu'une œuvre de propagande.

#### Renforcement de la censure: réalisme et évasion (1988-2011)
À partir de 1982 tout écrit doit être soumis à examen avant impression. Le SLORC qui succède au B.S.P.P. après les évènements de 1988 où souffle pendant quelques mois un vent de liberté, fait disparaître le mot « socialisme » et attente encore davantage à la liberté d'expression. Les lignes à ne pas franchir sont encore plus floues : est proscrite toute publication non gouvernementale faisant référence à la politique, à l'économie, au précédent gouvernement, aux droits de l'homme, à Aung San Suu Kyi, à certains sujets moraux ou sociétaux comme la prostitution ou le sida. L'arbitraire frise le grotesque : il ne faut pas abuser de la couleur rouge sur les couvertures de livres ou magazines, le nombre 54 est, dit-on, interdit puisque c'est le numéro de la rue où Aung San Suu Kyi est assignée à résidence. Cette situation perdure aujourd'hui : Il existe une liste noire d'écrivains dont le nom même ne doit pas être mentionné.
Ce contrôle systématique de toutes les publications a amplifié une tendance née dans les années 1960. Les genres prédominants sont le poème et la nouvelle courte publiés en magazines avant d'être éventuellement réunis en anthologies. Dans les années 1990 paraît une vingtaine de mensuels de qualité matérielle médiocre qui publient parmi divers articles et illustrations d'actualité, des poèmes et de très nombreuses nouvelles brèves inédites. Ce choix forcé présente des avantages pour les auteurs ; en cas d'interdiction, c'est l'éditeur qui en supporte d'abord la responsabilité et le manque à gagner ; l'auteur subit de moindres répercussions financières et psychologiques que si le rejet touchait une œuvre de plus d'envergure, roman ou recueil poétique. Quant au public il se détourne de la presse officielle au bénéfice de ces mensuels qui reflètent leurs préoccupations quotidiennes, et qu'il peut emprunter à la journée pour quelques kyats dans des boutiques de quartier qui ont développé ce type de prêts.
La littérature évolue dans deux directions. Un réalisme social pallie l'absence dans les médias de toute information sur les préoccupations quotidiennes en les abordant selon diverses perspectives. À ces textes relevant du "portrait de vie" ("bawa thayok-hpaw"), écrivains et auteurs birmans opposent une "littérature de l'imagination" ("seik-ku-yin") qui regroupe histoires d'amour, récits d'aventure ou à énigmes, thrillers qui répondent à un public avide d'évasion.

##### La poésie
La majorité des poètes délaissent la complexité de la tradition classique, mais restent fréquemment attachés à l'usage du vers à quatre syllabes, le lay-lon zat (« vers à quatre mots »). Lyriques, ils ne se cantonnent pas dans l'expression de leurs sentiments personnels; chez Hko Htut ou Naing Win Swe le mal-être s'inscrit dans l'injustice ou la dureté des temps présents, adoucie par de brèves images d'amour ou de renouveau. U Win Pe (1939-), aux talents multiples d'écrivain, cinéaste, peintre, musicien, caricaturiste, écrit des poèmes sous le pseudonyme de Maung Swan Yi : son poème Vole, Bonne Grue (1962) est à la fois une évocation des « cendres et ruisseaux de sang » de Hiroshima et une incitation à faire de l'écrivain le porte-parole de ceux que le malheur a rendu muets :
Va dire cette histoire funèbre

Au monde et pleure
Nombreux par ailleurs sont les poèmes anonymes qui circulent clandestinement pour dénoncer ouvertement le régime.

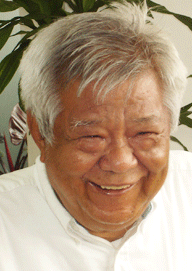
Le poète Tin Moe

Le paon, devenu symbole de la démocratie

Un des poètes les plus célèbres dans son pays comme à l'étranger est Tin Moe (1933-2007), nom de plume de U Ba Gyan. « Ma respiration, c'est la poésie ; les poèmes sont mon pain », a-t-il déclaré. Tin Moe a commencé à écrire des poèmes vers quinze-seize ans, admirateur de ses prédécesseurs du mouvement Khit San, Min Thu Wun, en particulier ; comme lui, il a écrit des poèmes pour enfants dont certains ont été repris dans les manuels scolaires et qui l'ont rendu très populaire ; d'abord inspiré par la nature et les scènes de la vie quotidienne des villages de Haute-Birmanie, il élargit ses thèmes d'inspiration et ressent l'obligation de s'engager après les événements de 1988 ; emprisonné de la fin 1991 à 1995, il s'exile et meurt aux États-Unis où il s'est installé à l'âge de 71 ans. Human Rights Watch lui a décerné en 2002 le Helman/Hammet Grant pour le courage dont il a fait preuve. Ses œuvres sont interdites de publication au Myanmar et son nom même prohibé[22]. On peut lire traduits en français Le Vieil Invité[20] (1959), Désert (1973), un des poèmes préférés de son auteur, images d'un monde atteint de stérilité et de désespérance[20] :
Aujourd'hui, les abeilles

ne peuvent faire leur miel, les champignons

ne peuvent sortir de terre (...)

Quand les sanglots cesseront-ils

Et quand les cloches sonneront-elles à nouveau

Avec douceur ?
L'Histoire vous jugera (1988) et Ouvrez la porte[20] (88/89) sont des textes plus combatifs de même que Le Jeune Paon Combattant[20] (2001), porté par un enthousiasme militant, le paon étant le symbole traditionnel de la Birmanie indépendante et aujourd'hui des partisans de la démocratie. Aux critiques qui lui ont reproché d'avoir délaissé ses accents paisibles et mélodieux pour adopter le ton âpre du poète combattant, il a répondu que son maître Min Thu Wun avait lui aussi en son temps marié politique et poésie.

##### La nouvelle et le roman: Témoignage et critique sociale
La tradition réaliste demeure prédominante, la plupart des auteurs prenant pour cadre la Birmanie contemporaine.
Mya Than Tint (1929-1998), qui avait au préalable écrit un roman, Dataung go kyaw-ywei, mee pin-leh go hpyat-ywei (Par la montagne de sabres, à travers la mer de feu), inspiré par l'évasion de trois de ses codétenus (l'auteur fut emprisonné de 1958 à 1960, puis de 1963 à 1966), parcourt le Myanmar pour y interviewer des gens de tous milieux, astrologue ou paysan producteur de sucre de palme devenu machiniste dans une troupe de comédiens ambulants et transcrit le récit de leur vie. L'idée d'écrire des « portraits de gens ordinaires », traduits en français sous le titre Sur la route de Mandalay lui est venue des ouvrages de l'Américain Studs Terkel et de celui de U Hla Des Hommes en Cage. Ils ont été publiés dans la revue Kalya à partir de 1967.
Dans le domaine de la fiction relèvent du réalisme critique des nouvelles, souvent brèves, dont le personnage principal souffre moralement des fléaux endémiques de la société : cas de conscience d'une jeune enseignante confrontée à la corruption dans L'intégrité à l'épreuve de Tharawun (1968-), tourments d'un immigrant clandestin en Malaisie, jeune diplômé, contraint de mener un vie dégradante pour satisfaire les prétentions de sa mère et financer les études de ses sœurs dans Un problème insoluble de Ma Htet SU (1942-), dégradation du niveau de vie provoquant des sentiments de honte et d'humiliation chez une mère amenée à vendre ses vêtements sur un marché de voleurs dans Heartless Day de Mo Cho Thinn, la fille du poète Tin Moe, difficulté à prescrire une stérilisation dans Hard Labor (1990), de Ataram, nom de plume de Ma Thida (1966), qui nourrit ses nouvelles de son expérience de chirurgienne.
Moe moe (Inwa) (1944-1990) s'est elle aussi inspirée de sa vie pour aborder les difficultés que connaissent les femmes dans le monde contemporain, partagées entre leur travail et l'éducation de leurs enfants ou délaissées par des maris émigrés. Khit Mya Zin (1956-), nom de plume de Htay Htay Mynt, s'est fait connaître par sa première nouvelle Ma mère, l'enseignante, traduite en russe et japonais. Depuis elle a publié des poèmes, des nouvelles ainsi que deux romans dont l'un, intitulé La Couleur d'une Fleur met en scène deux femmes artistes amateurs. Ainsi, comme par le passé, les femmes tiennent un rôle important dans la création littéraire d'aujourd'hui et abordent volontiers des problèmes qui leur sont spécifiques. Ludu Daw Amar (1915-2008) est une figure vénérée, Aung San Suu Kyi a écrit des essais inspirés par les enseignements du bouddhisme, du Mahatma Gandhi et de Martin Luther King.
Certains auteurs en pratiquant l'allusion ou l'allégorie s'efforcent de tromper les censeurs tout en se faisant entendre d'un lectorat averti devenu expert dans l'art de détecter le sens caché d'un texte apparemment sans rapport avec la situation politique du pays. Ce n'est pas un hasard si Maung Swan Yi, nom de plume de U Win Pe, écrit le poème "Vole, Bonne Grue" (03-08-62) sur la catastrophe de Hiroshima, cinq mois exactement après le coup d'État de 1962. Win Si Thu, nouvelliste apprécié, relate dans Le Trophée(1990) la préparation et le déroulement d'un tournoi de football dont l'organisateur est présenté comme un parvenu qui a acheté l'arbitre ; dans ce récit écrit juste après les élections de Mai 1990, les initiales du nom de ce personnage correspondent au S.L.O.R.C., le nom de l'équipe qui l'emporte malgré la partialité de l'arbitre est Myo Teza (Famille Teza) ; or le nom de guerre du général Aung San était  Bo Teza. Quant au joueur du "Myo Teza" principale victime de l'arbitre, il s'appelle  Chet Su, ce qui n'est pas sans rappeler Chit Su (Su bien-aimée), le surnom attribué à Aung San Suu Kyi par ses partisans ou admirateurs.
De grands écrivains comme San San Nweh (1945-), Nyi Pu Lay (1952-), Nu Nu Yi Inwa (1957) parviennent ainsi parfois à déjouer la censure tout en suscitant dans leurs récits un climat lourd de menaces. San San Nweh est journaliste, auteur de nombreux romans, de poèmes et de nouvelles ; dans Les Enfants qui jouent dans la rue sombre(1989), la narratrice, une mère, les incite à aller jouer dans le square récemment construit à la place d'un ancien marché populaire, mais les enfants redoutent cet endroit hanté par le fantôme de leur ami qui y a été assassiné. Les détails descriptifs sont assez précis pour rappeler la mort en 88 d'un étudiant atteint par une balle de l'armée. Tout l'art de l'écrivain est d'avoir su traduire le climat de peur qui règne dans ce village. Une autre nouvelle courte évoque aussi implicitement la même époque selon les lecteurs birmans. San San Nweh lutte pour la démocratie et son troisième roman qui l'a rendue célèbre Prison des Ténèbres est considéré comme très critique envers la première dictature. Emprisonnée sous la seconde, de 1994 à 2001, elle a reçu le prix « Reporters sans frontières » et a été libérée grâce à la pression internationale. Elle est toujours interdite de publication et gagne sa vie dans le commerce.
Le Python (1988), nouvelle de Nyi Pu Lay (1952) dénonce les trafics des Chinois à Mandalay.Jamais les mots « Chinois » ou « trafiquants » n'apparaissent ; seules les précisions données sur leur conduite suggèrent indirectement leur nationalité et le malaise du protagoniste, commerçant en difficulté contraint de vendre la propriété familiale, confère au récit une intensité dramatique.Nyi Pu Lay, nom de plume de U Nyein Gyan, est le fils de Ludu Daw Amar et Ludu U Hla (voir plus haut), tous deux auteurs réputés et opposants politiques de Mandalay, à la tête d'une maison d'édition ; Nyi Pu Lay s'est tourné vers l'écriture à la mort de son père en 1985 ; comme lui, il a été également emprisonné pour « des relations avec des organisations illégales » de 1990 à 1991. C'est par ailleurs un écrivain satirique qui décrit avec comique les participants à un mariage populaire dans "The Wedding". Ses nouvelles ont été recueillies en trois volumes en 1989, 1990 et 2002, année où il publie son premier roman.
Quant à Nu Nu Yi Inwa elle évoque dans Ce n'est pas mon père (1992), la misère des enfants des rues (comme elle l'avait fait dès sa première nouvelle Un petit longyi (1984)). Le récit anecdotique tourne au drame à la découverte d'un homme mort dont le narrateur, un enfant refuse d'admettre qu'il est son père. Les lecteurs birmans, compte tenu du cadre géographique de la nouvelle, y ont vu une référence aux enrôlements forcés dans l'armée birmane de Karens, minorité la plus opposée au gouvernement en place et sujet inabordable en clair. Nu Nu Yi a aussi écrit un des très rares romans traduits en anglais "Smile as they bow" ("Souris quand ils se prosternent"), qui prend pour cadre la fête de Taungbyon près de Mandalay où, pendant une semaine, des foules, dans l'espoir d'en retirer des bienfaits, viennent faire des offrandes aux Nats, divinités populaires, par l'intermédiaire des Nat-gadaws, mediums habiles à tirer bénéfice de leurs clients. Parmi eux, un homosexuel de soixante ans et son assistant, un jeune travesti sont, avec une chanteuse des rues dont le second s'éprend, les principaux protagonistes. Dans cette œuvre aussi, l'auteur s'est intéressée aux déclassés de la société, à leurs mentalités, à ce qu'elle appelle elle-même « le caractère largement pré-moderne du Myanmar » et à la nécessité vitale pour beaucoup de se raccrocher à un espoir, quel qu'il soit, dans un pays où les conditions de vie ne cessent d'empirer. Lors d'une tournée en compagnie d'autres écrivains lauréats de prix littéraires, elle a précisé l'idée quelle se fait de ces rencontres avec les habitants de son pays : « Au long de ce parcours nous pouvons avoir un contact direct avec ce que les gens ressentent ».

##### Au-delà du réalisme
Tout en choisissant un cadre réaliste, certains auteurs le dépassent par le mode narratif choisi, le recours à l'allégorie ou l'étrange, la finesse de l'analyse psychologique.
Le narrateur de Liberté retrouvée (1997), une des nouvelles les plus célèbres de Tharawun (Pyay) (1968-), est un oiseau en cage, acheté pour être libéré, selon une pratique courante, mais dont l'aventure est représentative du Myanmar contemporain.

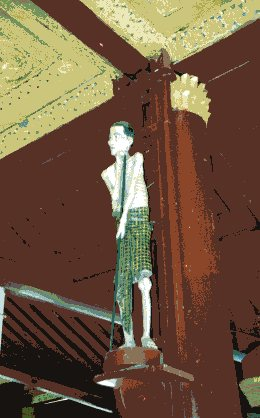
La Vieillesse, une des quatre rencontres (Pagode Shwezigon à Bagan)

Si U Win Pe (1939-) évoque en quelques traits cocasses des scènes de vie quotidienne dans les « tea-shops » ou un studio d'enregistrement, cadre de Une soirée aux chandelles, ses trois nouvelles À la mi-Mai (1988), Une paire de lunettes (1989), Le jour où le temps s'est gâté (1990) font d'un incident banal initial la source de tensions, voire de violences, d'où émane une atmosphère dramatique et étrange qui culmine dans un dénouement déroutant. Selon un critique birman, « De ses récits souvent comiques, d'une décevante simplicité émanent de fortes images de l'avidité, de la fureur, de la stupidité de l'homme ».
Les récits de Ne Win Mynt (1952-) s'orientent vers l'autobiograhie avec le retour au village natal dans The Advertising Wagon (Le chariot-réclame), la fable morale fondée sur l'organisation jadis d'une représentation théâtrale des quatre rencontres dans Tha Du, l'allégorie proche du fantastique dans Ko Ma dont le titre porte le nom du narrateur (« M. Dur ») au surnom tout aussi symbolique de "Ko Thang-yawn" (« M.Barre de Fer »). De ces nouvelles brillamment construites ressortent la nostalgie de l'enfance et l'amertume devant le triomphe des valeurs matérielles et le reniement des préceptes du bouddhisme. Publiées dans divers mensuels, ses nombreuses nouvelles ont été réunies en trois volumes.
Khet Mar (1969), nom de plume de l'écrivain Khin Moh Moh, lutte depuis l'âge de dix-neuf ans contre la dictature par ses écrits, son engagement politique et social. Torturée, emprisonnée en 1991, elle a trouvé l'hospitalité à Pittsburgh (États-Unis) en 2008, craignant d'être à nouveau arrêtée après avoir organisé de l'aide en faveur des victimes du cyclone Nargis. Elle a écrit deux romans Wild Snowy Night (1995) et Leaves Those are Not Green Coloured (2007), mais ses préférences vont aux essais et aux nouvelles dont l'une, traduite en japonais, a été portée à l'écran. Dans deux d'entre elles traduites en anglais sous les titres Ouverture et A good gift, elle traduit les émotions et sentiments ressentis dans des moments cruciaux de leur vie par deux jeunes femmes pour qui la pratique des arts plastiques est essentielle.

### Vers un post-modernisme

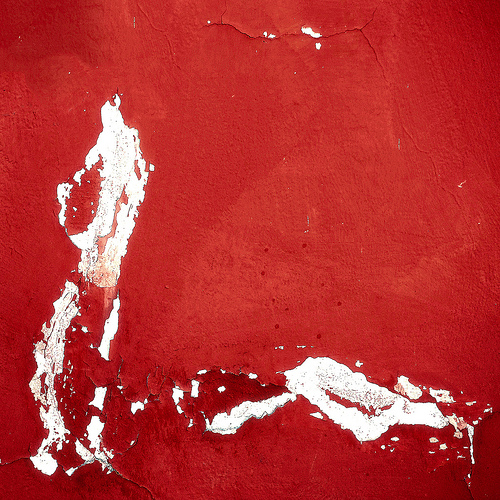
Jef Safi
Pεrsıstεncε oƒ sıllınεss and cynıcısm.

La découverte dans les années 1980 de la littérature postmoderne occidentale, bien que limitée et fragmentaire, amène l'émergence d'une nouvelle écriture diversement qualifiée de mawdan, posmawdan ou Han thit (Nouveau style), titre du principal magazine qui publie ces textes. Zaw Zaw Ang fait connaître les structuralistes et poststructuralistes français dans une Introduction à la théorie littéraire (1998).
La même année Mya Than Tint (1929-1998) traduit en birman Cent ans de solitude, censuré depuis des années.
L'Association des écrivains de Haute-Birmanie publie pour la première fois des poèmes en vers libres.
Lassé par un réalisme particulièrement vulnérable aux interdictions de la censure, Maung Tin Sint écrit des récits où interviennent spectres et fantômes. Sa nouvelle Un cheval (1989) où le narrateur est l'animal relève selon un critique du réalisme magique ; l'auteur présente ses écrits comme des récits éclatés issus de la méditation, « où se mêlent en un seul lieu pensées internes, conversations externes, nouvelles tirées de la presse étrangère, événements étranges, coïncidences ».
Taryar Min Wai, un des « nouveaux écrivains » les plus populaires, pratique dans ses poèmes le collage d'images et fait l'éloge de la polysémie, antidote à la pensée unique véhiculée par les publications officielles.
Qu'ils écrivent des poèmes en vers libres aux images incohérentes ou une prose éclatée où l'identité du narrateur est incertaine, ces adeptes du Nouveau style, qui appartiennent à la génération d'après 1988, s'adressent à un public cultivé et font l'objet de vives controverses.
La romancière Ju, nom de plume de Tin Tin Win, née en 1958, tout en pratiquant le « nouveau style », a connu le succès en 1987 avec son best seller  Ahmat-Taya (Souvenir). Féministe, lectrice, comme Kyi Aye, de Simone de Beauvoir, elle crée des personnages féminins qui se racontent, revendiquant leur indépendance et abordant des sujets comme les relations sexuelles prémaritales, l'adultère, le viol, le suicide. Son œuvre novatrice suscite des débats passionnés.

## La vie littéraire et la place du livre
« La littérature se meurt. Sur place on ne peut plus écrire, la censure s'est installée dans nos cœurs. Ici (en Thaïlande) nous n'avons ni éditeurs ni lecteurs », déclarait en 2006 May Nyan, auteure de dix romans et de nombreuses nouvelles. Et pourtant il existe une vie littéraire au Myanmar. Dans quelques rues au cœur de Yangon (Rangoon) se concentrent imprimeries, petites maisons d'édition privées, librairies, stands de livres d'occasion. Éditeurs, critiques, auteurs se rencontrent dans les multiples « tea-shops » et restaurants du quartier pour s'informer, échanger idées et projets, se mobiliser contre les continuels retards d'impression ou caviardages. L'une de ces « tea-shops » a pour enseigne Wuthering heights (Les Hauts de Hurlevent), allusion aux débats tumultueux qui peut agiter le monde du livre. Aux réalistes, observateurs critiques de la société s'opposent de plus en plus d'adeptes de la subjectivité, considérée comme la réponse la plus adéquate au dogmatisme de la junte au pouvoir, même si ces écrivains ne touchent qu'un public restreint. Généralement, les écrivains sont tenus en haute estime et considérés comme des sources de savoir et des guides spirituels. Chaque année est célébré au mois de Net-daw, correspondant à novembre-décembre, le Sa-hso-daw-ne, la Fête de la Littérature, fondée en 1944 par l'Union des écrivains birmans ; des prix littéraires y sont attribués, à la suite de quoi les lauréats de l'année et des années précédentes organisent des tournées-conférences dans le pays. C'est l'occasion de rencontres entre écrivains et gens de toutes conditions. « À l'extérieur des cérémonies officielles nous avons la possibilité de parler de problèmes sur lesquels nous ne pouvons écrire » remarquait Nu Nu Yi en 2004.

## Récompenses littéraires
- Prix de manuscrits Sarpay Beikman (en) (1955)
- Prix National de Littérature de Myanmar (en) (MNLA, 1970), Liste des lauréats du MNLA (en)
- Prix littéraire Pakokku U Ohn Pe (en) (1992-)
- Prix littéraire Sayawun Tin Shwe (en) (2002)
- Prix littéraire Thuta Swesone (en) (2006)
- Prix des écrivains de l'Asie du Sud-Est (SEA, lauréats sur la version anglophone)